# 野本勝彦
野本 勝彦（のもとかつひこ、1941年11月17日 - ）は埼玉県出身の部落解放運動家。部落解放同盟埼玉県連合会執行委員長。
野本武一の長男。日本社会事業大学を受験したが失敗し、大宮市役所（現さいたま市役所）に臨時で就職、市役所に勤務しつつ法政大学の二部に学ぶ。1965年に結婚してから1970年2月まで千葉県の建設会社に勤務し、埼玉を離れ、部落解放運動から離れる。勤務先の倒産に伴い埼玉に戻り、父の運転手として部落解放運動に復帰。
1974年の父の死後、部落解放同盟埼玉県連合会事務局長から県連委員長のポストを世襲。県連の会計を担当する妻と共謀して埼玉県同和対策協議会予算の同和地区環境改善費用を資金カンパ名目でピンはねし、さらに、同和企業連理事長の立場を利用し、これに加盟する業者からカンパ名目でピンはねをおこなう。8000万円の豪邸のほか、軽井沢と那須に別荘を持ち、300万円の外車を乗り回して『週刊新潮』で記事になった。野本勝彦を中心とする部落解放同盟幹部の不正に対する反乱から、1973年、「部落解放同盟埼玉県連を愛する会」が結成された。
1979年4月、県会議員選挙に日本社会党公認で立候補し落選。県連委員長のポストも失った。